# Gilles Moretton
Gilles Moretton, né le 10 février 1958 dans le Lyon 6e, est un joueur puis dirigeant de tennis français.
Il est président de l'ASVEL Lyon-Villeurbanne de 2001 à 2014. En février 2021, il est élu président de la Fédération française de tennis et réélu en 2024 soit jusque en 2028.

## Biographie
Formé au tennis-études du Parc-Impérial, Gilles Moretton est vice-champion de France cadet en 1973 face à Dominique Bedel. Trois ans plus tard, il enlève le titre de champion de France junior à Roland-Garros face à son camarade de classe Yannick Noah. Il est champion de France de seconde série en 1977.
Bon serveur-volleyeur et doté d'un coup droit puissant, son point faible est resté le revers. Il faisait également preuve d'une certaine fébrilité sur le court.

### Carrière professionnelle
Gilles Moretton poursuit tout d'abord une carrière de joueur de tennis professionnel entamée en 1977. Sa première victoire est obtenue dans un tournoi Satellite à Lee-on-the-Solent en mai 1977. Il est ensuite battu au 3e tour des qualifications du tournoi de Wimbledon par le jeune John McEnroe qui atteindra cette année-là les demi-finales. Il fait ses débuts en Grand Chelem lors de l'Open d'Australie en décembre avec un statut de lucky loser. En 1978, il bat Yannick Noah en finale du Masters de Lyon. Lors des Internationaux de France, il passe le premier tour en écartant le vétéran François Jauffret (6-7, 6-3, 6-3, 6-4). Avec Noah et Pascal Portes, il permet à la France de remporter la Coupe de Galéa (moins de 21 ans) pour la première fois depuis onze ans. En fin de saison, il atteint deux finales en double à Barcelone avec Jean-Louis Haillet et à Calcutta aux côtés de Yannick Noah. Il est aussi demi-finaliste du National, battu par le futur vainqueur Jean-François Caujolle.
Début 1979, il s'impose en catégorie Challenger à Linz en double avec Patrice Dominguez. Il remportera deux autres tournois de ce niveau à Parioli en 1981 avec Henri Leconte et Tunis en 1983 aux côtés de Per Hjertquist. Il réalise son meilleur résultat en Grand Chelem au cours de la saison 1979 en atteignant les huitièmes de finale à Roland-Garros après avoir battu José Luis Clerc, 13e mondial (6-4, 6-2, 6-3) puis Jiří Granát avant d'être stoppé par la tête de série n°2 Bjorn Borg. Il réalise une nouvelle performance à Wimbledon en écartant notamment le n°11 mondial Manuel Orantes au second tour (7-6, 3-6, 7-6, 3-6, 6-1) après être sorti des qualifications.
En 1980, il obtient une victoire dans le tournoi Challenger de Galatina et s'impose en double à Bordeaux. Il atteint l'année suivante la finale du tournoi d'Atlanta. Il travaille à cette époque avec Georges Goven. L'association porte ses fruits puisque Moretton signe sa plus belle saison en parvenant en quart de finale à Indianapolis et en demi-finale à Florence. Il atteint début novembre son meilleur classement mondial en simple à la 65e place. En 1982, il compte pour principal résultat une victoire sur le n°6 mondial Gene Mayer à Toronto. Son dernier titre est obtenu en double lors de la Raquette d'Or d'Aix-en-Provence en 1983. Cette année-là, il est aussi quart de finaliste à Wimbledon avec Mike Bauer.
Entre 1979 et 1983, il est sélectionné à neuf reprises en équipe de France, étant membre de l'équipe finaliste en 1982 aux côtés de Yannick Noah, Henri Leconte et Thierry Tulasne. Il ne joue qu'un match au cours de cette campagne, le double face à l'Argentine au premier tour qu'il remporte associé à Noah. En 1983, il participe au quart de finale gagné contre le Paraguay à Marseille.

### Après-carrière
Après avoir mis fin à sa carrière en 1984, Gilles Moretton anime des stages de tennis à Val d'Isère puis travaille pendant deux ans pour Wilson et Philip Morris en tant que responsable de promotion.
En 1987, il crée le Grand Prix de Tennis de Lyon (GPTL) qui est alors le 3e tournoi le plus important organisé en France. Il fonde ensuite la « Gilles Moretton Organization » (GMO) qui se spécialise dans l’organisation d'événements sportifs. GMO est mandaté par l'ASVEL Lyon-Villeurbanne en 1995 pour rechercher des sponsors au club, et obtient également l'organisation du marathon de Lyon.
En 2001, il est nommé président du directoire de l'Adecco ASVEL Basket. Il dirige l'ASVEL durant treize ans et remporte avec le club le titre de champion de France en 2002 et 2009.
En décembre 2004, il crée Gones & Sports, qui comprend Occade Sport (racheté en 2007 par Canal+) et Adecco Asvel. Il est directeur général délégué de Sportfive jusqu'en mars 2007.
En avril 2010, il fait partie du pool d'investisseurs lyonnais qui rachètent la chaîne de télévision locale Télé Lyon Métropole (TLM) dont il devient président en juillet 2013. En mars 2014, il revend ses parts dans l'ASVEL à Tony Parker qui lui succède à la présidence le 30 juin suivant. En janvier 2015, Laurent Constantin le remplace à la tête de TLM.
Depuis 2017, il s'investit comme bénévole au sein du club de tennis de Saint-Maurice-de-Beynost. Le 20 janvier 2018, il est élu président de la Ligue Auvergne-Rhône-Alpes de tennis.

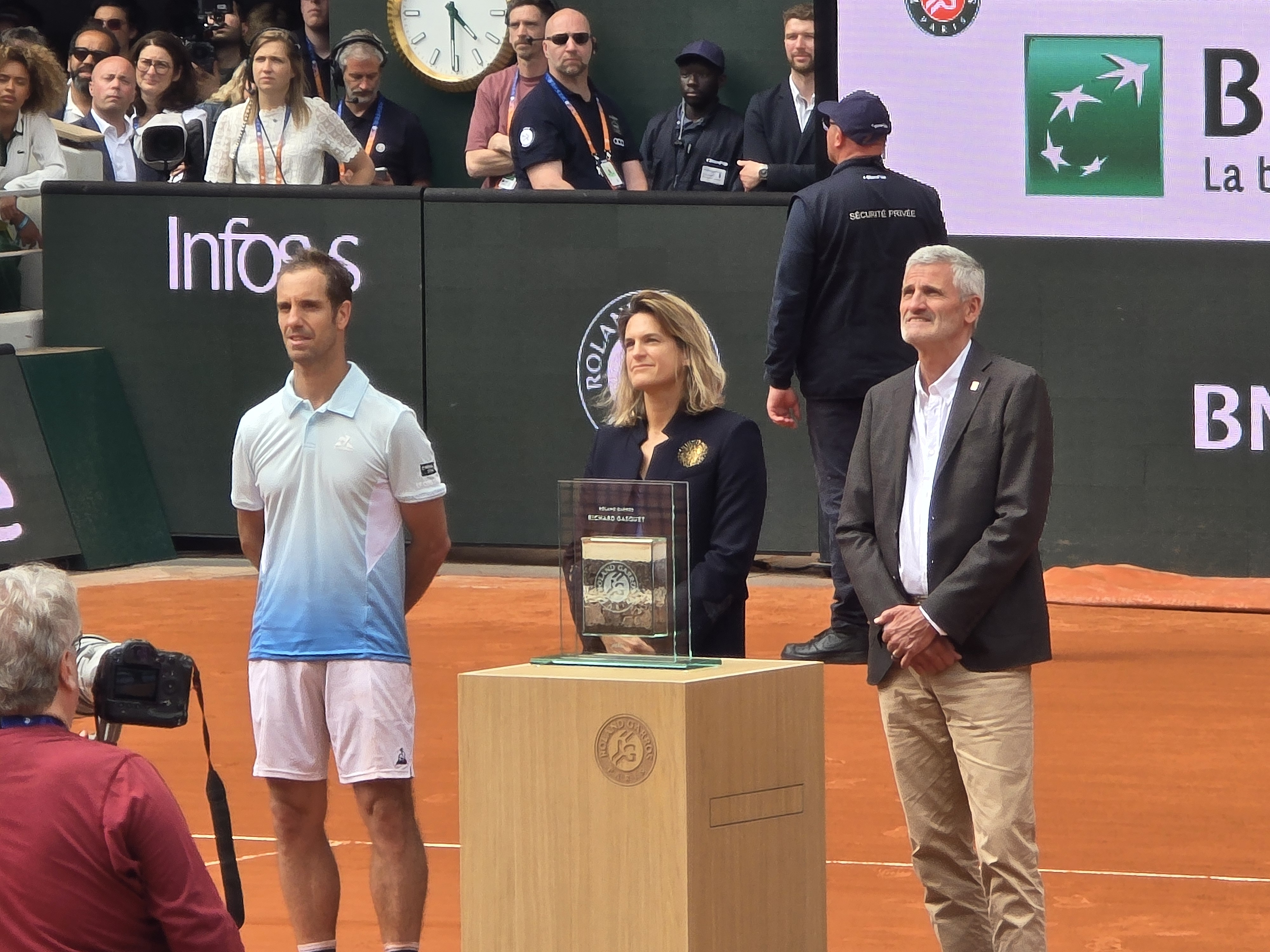
Gilles Moretton (droite), aux côtés d'Amélie Mauresmo (centre), pour l'hommage à Richard Gasquet (gauche) lors de son dernier match professionnel (Internationaux de France de tennis 2025).

Début 2020, il annonce briguer la présidence de la Fédération française de tennis(FFT). Il est élu le 13 février 2021 pour un mandat de 4 ans.
Il est visé par une enquête préliminaire du Parquet national financier pour « corruption » et « détournement de biens publics » mais également par une autre enquête, comme d'autres dirigeants sportifs, pour faux témoignage au Parlement, étant soupçonné d'avoir menti concernant la rémunération d’Amélie Oudéa-Castéra, alors directrice générale de la Fédération française de tennis,.
En août 2024, Gilles Moretton est par ailleurs mis en cause pour la gestion sociale qu'il a impulsée au sein de la fédération par un rapport, révélé par Mediapart, qui a été réalisé par le cabinet d'expertise Technologia, à la demande du Comité social et économique. Les experts pointent un management « toxique » et « autoritaire ».
Le 14 décembre 2024, lors de l'assemblée générale élective, Gilles Moretton est élu pour un deuxième mandat comme président de la FFT, par 61,19 % des voix contre 38,81% à son rival Germain Roesch.

## Palmarès

### Finale en simple messieurs
| No | Date       | Nom et lieu du tournoi | Catégorie | Dotation | Surface    | Vainqueur   | Score    |  |
| -- | ---------- | ---------------------- | --------- | -------- | ---------- | ----------- | -------- |  |
| 1  | 17-08-1981 | Atlanta Open, Atlanta  |           | 75 000 $ | Dur (ext.) | Mel Purcell | 6-4, 6-2 |  |

### Titres en double messieurs
| No | Date       | Nom et lieu du tournoi           | Catégorie | Dotation | Surface         | Partenaire         | Finalistes                   | Score         |  |
| -- | ---------- | -------------------------------- | --------- | -------- | --------------- | ------------------ | ---------------------------- | ------------- |  |
| 1  | 29-10-1979 | Open de Paris Paris              |           | 50 000 $ | Moquette (int.) | Jean-Louis Haillet | John Lloyd Tony Lloyd        | 7-6, 7-6      |  |
| 2  | 22-09-1980 | Grand Prix Passing Shot Bordeaux |           | 50 000 $ | Terre (ext.)    | John Feaver        | Gianni Ocleppo Ricardo Ycaza | 6-3, 6-2      |  |
| 3  | 11-04-1983 | Raquette d'Or Aix-en-Provence    |           | 75 000 $ | Terre (ext.)    | Henri Leconte      | Iván Camus Sergio Casal      | 2-6, 6-1, 6-2 |  |

### Finales en double messieurs
| No | Date       | Nom et lieu du tournoi         | Catégorie | Dotation  | Surface      | Vainqueurs                          | Partenaire         | Score    |  |
| -- | ---------- | ------------------------------ | --------- | --------- | ------------ | ----------------------------------- | ------------------ | -------- |  |
| 1  | 09-10-1978 | Trofeo Conde de Godó Barcelone |           | 175 000 $ | Terre (ext.) | Željko Franulović Hans Gildemeister | Jean-Louis Haillet | 6-1, 6-4 |  |
| 2  | 04-12-1978 | Indian Open Calcutta           |           | 50 000 $  | Terre (ext.) | Sashi Menon Sherwood Stewart        | Yannick Noah       | 7-6, 6-4 |  |

## Parcours dans les tournois duGrand Chelem

### En simple
| Année | Open d'Australie | Open d'Australie | Internationaux de France | Internationaux de France | Wimbledon       | Wimbledon       | US Open         | US Open        |
| ----- | ---------------- | ---------------- | ------------------------ | ------------------------ | --------------- | --------------- | --------------- | -------------- |
| 1977  | 1er tour (1/32)  | Jan Norbäck      | —                        | —                        | —               | —               | —               | —              |
| 1978  | 1er tour (1/32)  | Dale Collings    | 2e tour (1/32)           | Yannick Noah             | —               | —               | 1er tour (1/64) | Butch Walts    |
| 1979  | —                | —                | 1/8 de finale            | Björn Borg               | 3e tour (1/16)  | Mark Cox        | 1er tour (1/64) | Mel Purcell    |
| 1980  | —                | —                | 1er tour (1/64)          | Trey Waltke              | 1er tour (1/64) | Mark Cox        | —               | —              |
| 1981  | —                | —                | 2e tour (1/32)           | P. McNamara              | 2e tour (1/32)  | Russell Simpson | 2e tour (1/32)  | Vijay Amritraj |
| 1982  | —                | —                | 2e tour (1/32)           | Marko Ostoja             | 1er tour (1/64) | Brian Gottfried | —               | —              |
| 1983  | —                | —                | 1er tour (1/64)          | Brent Pirow              | 1er tour (1/64) | Bill Scanlon    | 2e tour (1/32)  | Andrés Gómez   |

N.B. : à droite du résultat se trouve le nom de l'ultime adversaire.

### En double
| Année | Open d'Australie | Open d'Australie | Internationaux de France                                                             | Internationaux de France                                                           | Wimbledon                                                                         | Wimbledon                                                                            | US Open | US Open |
| ----- | ---------------- | ---------------- | ------------------------------------------------------------------------------------ | ---------------------------------------------------------------------------------- | --------------------------------------------------------------------------------- | ------------------------------------------------------------------------------------ | ------- | ------- |
| 1977  | —                | —                | —                                                                                    | —                                                                                  | 1er tour (1/32) Y. Noah \|\| style="text-align:left;" \| Mark Cox C. Drysdale     | —                                                                                    | —       |         |
| 1978  | —                | —                | 2e tour (1/16) Y. Noah \|\| style="text-align:left;" \| Edmondson John Marks         | —                                                                                  | —                                                                                 | —                                                                                    | —       |         |
| 1979  | —                | —                | 1/8 de finale P. Dominguez \|\| style="text-align:left;" \| B. Gottfried R. Ramírez  | 2e tour (1/16) P. Dominguez \|\| style="text-align:left;" \| John Lloyd Tony Lloyd | —                                                                                 | —                                                                                    |         |         |
| 1980  | —                | —                | 2e tour (1/16) J-L. Haillet \|\| style="text-align:left;" \| B. Manson B. Taróczy    | —                                                                                  | —                                                                                 | —                                                                                    | —       |         |
| 1981  | —                | —                | 1er tour (1/32) H. Leconte \|\| style="text-align:left;" \| David Carter Paul Kronk  | —                                                                                  | —                                                                                 | 1er tour (1/32) H. Leconte \|\| style="text-align:left;" \| H. Günthardt P. McNamara |         |         |
| 1982  | —                | —                | 2e tour (1/16) M. Pernfors \|\| style="text-align:left;" \| J.L. Damiani R. Ycaza    | —                                                                                  | —                                                                                 | —                                                                                    | —       |         |
| 1983  | —                | —                | 1er tour (1/32) D. Bedel \|\| style="text-align:left;" \| S. Simonsson H. Sundström  | 1/4 de finale M. Bauer \|\| style="text-align:left;" \| K. Curren S. Denton        | 1er tour (1/32) M. Bauer \|\| style="text-align:left;" \| John Benson Jeff Turpin |                                                                                      |         |         |
| 1984  | —                | —                | 1er tour (1/32) J-L. Haillet \|\| style="text-align:left;" \| Marty Davis Chris Dunk | —                                                                                  | —                                                                                 | —                                                                                    | —       |         |

N.B. : le nom du ou de la partenaire se trouve sous le résultat ; les noms des ultimes adversaires se trouvent à droite.

## Classements ATP en fin de saison
| Année          | 1977 | 1978 | 1979 | 1980 | 1981 | 1982 | 1983 | 1984 |
| Rang en simple | 226  | 178  | 122  | 192  | 83   | 130  | 189  | 463  |
| Rang en double | –    | 83   | 104  | 136  | 152  | 184  | 55   | 272  |

Source : (en) Classements de Gilles Moretton sur le site officiel de la Fédération internationale de tennis